# Obernkirchen
Obernkirchen è una città di 9 288 abitanti, della Bassa Sassonia, in Germania.
Appartiene al circondario (Landkreis) di Schaumburg (targa SHG).
Ha incorporato il territorio dei dissolti comuni di Beeke e Rösehöfe (nel 1955) e di Gelldorf, Krainhagen, Röhrkasten e Vehlen (nel 1974).